# Северная Добруджа

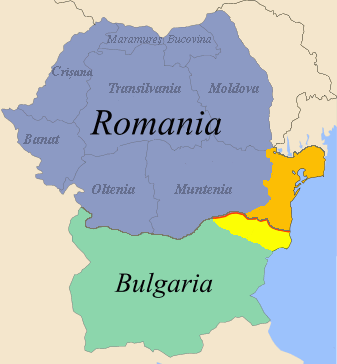
— Северная Добруджа
— Южная Добруджа

Се́верная Добру́джа (рум. Dobrogea de Nord, болг. Северна Добруджа) — область на востоке современной республики Румыния, которая обеспечивает стране выход к морю и наличие морских границ.

## География
Представляет собой северную часть историко-географического региона Добруджа. Площадь — 15,500 км², население около 1,000,000 человек. Северная Добруджа включает уезды (жудецы) Констанца и Тулча. Главные города — Констанца, Тулча, Меджидия (Medgidia) и Мангалия (Mangalia).

## История
В начале XX века Добруджа, в том числе Северная, имела очень пёстрый национальный состав. Северная Добруджа расположена между нижним Дунаем и Чёрным морем и включает дельту Дуная и румынское побережье Чёрного моря (болгарская часть Добруджи включает самую северную часть болгарского побережья Чёрного моря). На гербе Румынии Добруджа представлена в виде дельфина. В настоящее время Румынии принадлежит Северная Добруджа. Южная Добруджа была передана Болгарии согласно Крайовскому мирному договору в сентябре 1940 г. После подписания договора был произведен обмен титульными национальными меньшинствами. Парижские мирные договоры 1947 г. установили границы Болгарии по состоянию на 1 января 1941 г.

## Переписи населения
| Национальность | 1880         | 1899          | 1913            | 19301           | 1956            | 1966            | 1977            | 1992            | 2002            |
| -------------- | ------------ | ------------- | --------------- | --------------- | --------------- | --------------- | --------------- | --------------- | --------------- |
| Всего          | 139,671      | 258,242       | 380,430         | 437,131         | 593,659         | 702,461         | 863,348         | 1,019,766       | 971,643         |
| Румыны         | 43,671 (31%) | 118,919 (46%) | 216,425 (56.8%) | 282,844 (64.7%) | 514,331 (86.6%) | 622,996 (88.7%) | 784,934 (90.9%) | 926,608 (90.8%) | 883,620 (90.9%) |
| Болгары        | 24,915 (17%) | 38,439 (14%)  | 51,149 (13.4%)  | 42,070 (9.6%)   | 749 (0.13%)     | 524 (0.07%)     | 415 (0.05%)     | 311 (0.03%)     | 135 (0.01%)     |
| Турки          | 18,624 (13%) | 12,146 (4%)   | 20,092 (5.3%)   | 21,748 (5%)     | 11,994 (2%)     | 16,209 (2.3%)   | 21,666 (2.5%)   | 27,685 (2.7%)   | 27,580 (2.8%)   |
| Татары         | 29,476 (21%) | 28,670 (11%)  | 21,350 (5.6%)   | 15,546 (3.6%)   | 20,239 (3.4%)   | 21,939 (3.1%)   | 22,875 (2.65%)  | 24,185 (2.4%)   | 23,409 (2.4%)   |
| Липоване       | 8,250 (6%)   | 12,801 (5%)   | 35,859 (9.4%)   | 26,210 (6%)²    | 29,944 (5%)     | 30,509 (4.35%)  | 24,098 (2.8%)   | 26,154 (2.6%)   | 21,623 (2.2%)   |
| Русины         | 455 (0.3%)   | 13,680 (5%)   | 35,859 (9.4%)   | 33 (0.01%)      | 7,025 (1.18%)   | 5,154 (0.73%)   | 2,639 (0.3%)    | 4,101 (0.4%)    | 1,465 (0.1%)    |
| Немцы          | 2,461 (1.7%) | 8,566 (3%)    | 7,697 (2%)      | 12,023 (2.75%)  | 735 (0.12%)     | 599 (0.09%)     | 648 (0.08%)     | 677 (0.07%)     | 398 (0.04%)     |
| Греки          | 4,015 (2.8%) | 8,445 (3%)    | 9,999 (2.6%)    | 7,743 (1.8%)    | 1,399 (0.24%)   | 908 (0.13%)     | 635 (0.07%)     | 1,230 (0.12%)   | 2,270 (0.23%)   |
| Цыгане         | 702 (0.5%)   | 2,252 (0.87%) | 3,263 (0.9%)    | 3,831 (0.88%)   | 1,176 (0.2%)    | 378 (0.05%)     | 2,565 (0.3%)    | 5,983 (0.59%)   | 8,295 (0.85%)   |